# Zmarli w roku 2003
Lista osób zmarłych w 2003

## styczeń 2003
- 1 stycznia
  - Cyril Shaps, brytyjski aktor radiowy, telewizyjny i filmowy (ur. 1923)[1]
- 3 stycznia
  - Krystyna Wilkowska-Chomińska, polska muzykolog[2]
- 5 stycznia
  - Roy Jenkins, polityk brytyjski, przewodniczący Komisji Europejskiej (1977-1981)[3]
- 11 stycznia
  - Eugeniusz Robaczewski, polski aktor filmowy, teatralny i dubbingowy[4]
- 12 stycznia
  - Maurice Gibb, członek zespołu Bee Gees, klawiszowiec, gitarzysta i wokalista[5]
- 16 stycznia
  - Henryk Czyż, dyrygent, kompozytor, pedagog, popularyzator muzyki i pisarz
  - Richard Wainwright, brytyjski polityk, deputowany Izby Gmin (1966-1970, 1974-1987)[6]
- 17 stycznia
  - Richard Crenna, amerykański aktor[7]
  - Edward Samsel, biskup ełcki
- 19 stycznia
  - Françoise Giroud, francuska scenarzystka, pisarka, polityk, minister kultury (1976-1977)
- 24 stycznia
  - Gianni Agnelli, włoski przedsiębiorca, twórca sukcesu Fiata[8]
  - Waldemar Goszcz, polski aktor, piosenkarz i model[9]
  - Samuel Musabyimana, rwandyjski duchowny anglikański, oskarżony o zbrodnie ludobójstwa
- 26 stycznia
  - Stefan Bieliński, polski rzemieślnik, kierowca rajdowy
- 27 stycznia
  - Henryk Jabłoński, przewodniczący Rady Państwa w latach 1972–1985[10]

## luty 2003
- 1 lutego
  - Mongo Santamaría, kubański perkusista, przedstawiciel muzyki Latin jazz
- 9 lutego
  - Tadeusz Szczerba, działacz turystyczny, przewodnik tatrzański
- 10 lutego
  - Mieczysław Bareja, b. prezydent Warszawy
  - Antoni Czubiński, historyk polski
  - Edgar de Evia, amerykański fotograf
- 15 lutego
  - Włodzimierz Fijałkowski, ginekolog polski, członek Papieskiej Akademii „Pro Vita”
- 19 lutego
  - Isser Harel, były szef Mosadu
- 20 lutego
  - Jerzy Passendorfer, polski reżyser filmowy, poseł na Sejm (SLD)[11]
- 21 lutego
  - Nora Ney, polska aktorka filmowa
- 22 lutego
  - Lech Falandysz, prawnik polski, działacz państwowy

## marzec 2003
- 3 marca
  - Horst Buchholz, niemiecki aktor, jeden z Siedmiu wspaniałych[12]
- 6 marca
  - Sławomir Bugajski, fizyk polski
- 7 marca
  - Antoni Mączak, polski historyk
- 9 marca
  - Bernard Dowiyogo, prezydent Nauru
- 12 marca
  - Zoran Đinđić, premier Serbii
- 15 marca
  - Jan Deszcz, lekarz polski, przeor Zakonu Rycerzy św. Łazarza z Jerozolimy
- 22 marca
  - Milton George Henschel, amerykański działacz religijny, prezes Towarzystwa Strażnica, członek Ciała Kierowniczego Świadków Jehowy
  - Jakub Karpiński, socjolog
- 24 marca
  - Hans Hermann Groër, kardynał, były arcybiskup Wiednia
- 25 marca
  - Sławomir Wysocki, polski gitarzysta i kompozytor, członek zespołu Róże Europy
- 26 marca
  - Bolesław Wierzbiański, dziennikarz, twórca nowojorskiego „Nowego Dziennika”, kawaler Orderu Orła Białego[13]
- 30 marca
  - Walentin Pawłow, polityk radziecki, w 1991 premier

## kwiecień 2003
- 6 kwietnia
  - Gerald Emmett Carter, kardynał, były arcybiskup Toronto
- 8 kwietnia
  - Maki Ishii, japoński kompozytor
  - Franz Rosenthal, niemiecko-amerykański orientalista (ur. 1914)
- 10 kwietnia
  - Abdul Majid al-Choi, iracki przywódca szyicki, ajatollah.
- 12 kwietnia
  - Bohdan Kosiński, filmowiec dokumentalista
- 17 kwietnia
  - Robert Atkins, dietetyk
  - Henryk Piasecki, działacz komunistyczny
- 18 kwietnia
  - Edgar Frank Codd, brytyjski informatyk, jeden z twórców i teoretyków relacyjnego modelu baz danych.
- 19 kwietnia
  - Aurelio Sabattani, kardynał, były prefekt Sygnatury Apostolskiej
- 20 kwietnia
  - Daijirō Katō, motocyklista japoński, mistrz świata w klasie 250 cm³
  - Bernard Katz, biochemik angielski, laureat Nagrody Nobla z medycyny
- 21 kwietnia
  - Nina Simone, amerykańska piosenkarka i pianistka jazzowa
- 26 kwietnia
  - Jose Calasanz Rosenhammer, boliwijski duchowny katolicki, biskup

## maj 2003
- 2 maja
  - Mohammed Dib, pisarz algierski
  - Błaga Dimitrowa, bułgarska pisarka, była wiceprezydent Bułgarii
- 4 maja
  - Kazimierz Antonowicz, polski fizyk
- 11 maja
  - John H. Rousselot, amerykański polityk, członek Izby Reprezentantów (1961-1963, 1970-1983)[14]
- 15 maja
  - June Carter Cash, amerykańska piosenkarka, kompozytorka country[15]
- 16 maja
  - Constantin Dăscălescu, rumuński polityk, premier (1979-1982)
- 17 maja
  - Irena Gut-Opdyke, odznaczona medalem „Sprawiedliwy wśród Narodów Świata”
- 18 maja
  - Alfredo Cattabiani, włoski publicysta, pisarz, wydawca i historyk religii, symbolista, tradycjonalista religijny i kulturowy (zm. 2003)[16]
- 25 maja
  - Kuno Ruben Gabriel – amerykańsko-izraelski statystyk
  - Irena Jurgielewiczowa, polska powieściopisarka
- 28 maja
  - Jeffrey Paul Hillelson, amerykański polityk, członek Izby Reprezentantów (1953-1955)[17]
  - Ilya Prigogine, chemik belgijski pochodzenia rosyjskiego, laureat Nagrody Nobla
- 31 maja
  - Francesco Colasuonno, kardynał, były nuncjusz we Włoszech
  - Halina Jastrzębowska-Sigmund, polska malarka, architektka wnętrz

## czerwiec 2003
- 5 czerwca
  - Ken Grimwood, pisarz
  - Me’ir Wilner, polityk izraelski
- 8 czerwca
  - Walenty Adamczyk, polski działacz ruchu ludowego, żołnierz Batalionów Chłopskich i Armii Krajowej
- 10 czerwca
  - Charles Harrison Brown, amerykański polityk, członek Izby Reprezentantów (1957-1961)[18]
- 12 czerwca
  - Gregory Peck, aktor amerykański
- 13 czerwca
  - Meraj Khalid, pakistański prawnik i polityk, premier Pakistanu
  - Jan Rossman, instruktor harcerski, harcmistrz Szarych Szeregów, inżynier
- 14 czerwca
  - Adam Łopatka, prawnik, b. I prezes Sądu Najwyższego
- 16 czerwca
  - Michał Poradowski, polski duchowny katolicki, teolog, socjolog, filozof
- 20 czerwca
  - Zofia Hertz, redaktor paryskiej „Kultury”[19]
- 25 czerwca
  - Lester Maddox, polityk amerykański, były gubernator stanu Georgia
- 26 czerwca
  - Strom Thurmond, najstarszy senator amerykański
  - Denis Thatcher, baronet, mąż Margaret Thatcher
  - Marc-Vivien Foé, kameruński piłkarz, dwukrotny uczestnik MŚ
- 27 czerwca
  - Szczepan Waczyński, polski koszykarz, trener, sędzia (ur. 1938)
- 29 czerwca
  - Katharine Hepburn, aktorka amerykańska

## lipiec 2003
- 2 lipca
  - Howard Levene, amerykański statystyk i genetyk
  - Lesław Paga, ekonomista polski, pierwszy przewodniczący Komisji Papierów Wartościowych
- 3 lipca
  - Sat-Okh (Stanisław Supłatowicz), pisarz polski, żołnierz AK, autor książek o tematyce indiańskiej
- 4 lipca
  - Jerzy Gościk, polski operator filmowy
  - Janusz Krzyżewski, prawnik polski, finansista, członek Rady Polityki Pieniężnej
  - Barry White, amerykański piosenkarz i producent muzyczny
- 6 lipca
  - Ignacio Velasco, kardynał wenezuelski
- 7 lipca
  - Roman Andrzejewski, biskup pomocniczy diecezji włocławskiej[20]
  - Rafael I BiDawid, duchowny katolicki obrządku chaldejskiego, Chaldejski Patriarcha Babilonu
  - Trevor Goddard, aktor brytyjski
- 14 lipca
  - Jerzy Bek, polski kolarz i trener kolarstwa
- 17 lipca
  - Rosalyn Tureck, amerykańska pianistka i klawesynistka, interpretatorka dzieł Bacha
- 18 lipca
  - Józef Żywiec, polski polityk
- 22 lipca
  - Udaj Husajn, najstarszy syn Saddama Husajna
  - Kusaj Husajn, młodszy syn Saddama Husajna
- 27 lipca
  - Aleksander Zwierko, polski architekt i urbanista, żołnierz AK (ur. 1924)
  - Bob Hope, amerykański aktor komediowy
- 30 lipca
  - Ewa Krzyżewska, polska aktorka (ur. 1939)

## sierpień 2003
- 5 sierpnia
  - Alice Saunier-Seïté, francuska uczona, polityczka, minister ds. uniwersytetów[21]
- 16 sierpnia
  - Idi Amin Dada, były dyktator Ugandy
- 23 sierpnia
  - Hansjochem Autrum, zoolog niemiecki
  - Tadeusz Gumiński, polski działacz społeczny, organizator turystyki, honorowy obywatel Legnicy
- 28 sierpnia
  - Peter Hacks, dramaturg niemiecki
- 29 sierpnia
  - Corrado Ursi, kardynał, były arcybiskup Neapolu
- 30 sierpnia
  - Charles Bronson, amerykański aktor[22]

## wrzesień 2003
- 5 września
  - Kir Bułyczow, rosyjski pisarz science fiction.
- 6 września
  - Charles E. Bennett, amerykański polityk, członek Izby Reprezentantów (1949-1993)[23]
  - Maurice Michael Otunga, duchowny katolicki Kenii, arcybiskup Nairobi, kardynał
- 8 września
  - Leni Riefenstahl, niemiecka aktorka i reżyser filmowy
- 10 września
  - Edward Teller, amerykański fizyk pochodzenia żydowskiego
- 12 września
  - Johnny Cash, amerykański muzyk country[24][25]
- 20 września
  - Marek Roman, specjalista w dziedzinie zaopatrzeniania w wodę, odprowadzania ścieków i ochrony środowiska, b. rektor PW
- 25 września
  - Stanisław Michalski, polski duchowny katolicki, kapelan emigracji, pułkownik WP
- 26 września
  - Robert Palmer, brytyjski piosenkarz soft rockowy
- 28 września
  - Althea Gibson, tenisistka amerykańska, pierwsza czarnoskóra zwyciężczyni Wimbledonu
  - Elia Kazan, reżyser filmowy
  - Tadeusz Zieliński, Rzecznik Praw Obywatelskich, minister pracy w rządzie Włodzimierza Cimoszewicza

## październik 2003
- 1 października
  - Zbigniew Lengren, plastyk polski (ur. 1919)[26]
- 3 października
  - William Steig, amerykański rysownik (ur. 1907)[27]
- 7 października
  - Mirosláv Cipro, czeski filozof, wykładowca akademicki (ur. 1918)
- 10 października
  - Henryk Abbe, polski aktor (ur. 1920)
  - Viola Burnham, gujańska nauczycielka i polityczka (ur. 1930)
  - Eugene Istomin, amerykański pianista pochodzenia rosyjskiego (ur. 1925)
  - Marek Nowicki, polski fizyk, działacz społeczny (ur. 1947)
- 18 października
  - William C. Cramer, amerykański polityk, członek Izby Reprezentantów (1955-1971)[28]
- 19 października
  - Jerzy Dowgird, polski koszykarz, trener (ur. 1917)
  - Alija Izetbegović, polityk bośniacki, były prezydent
- 23 października
  - Song Meiling, żona Czang Kaj-szeka
- 25 października
  - Jadwiga Dackiewicz, polska eseistka, tłumaczka literatury francuskiej
  - Richard Leibler, amerykański matematyk, statystyk i kryptolog (ur. 1914)
  - Kamato Hongō, Japonka, uważana od marca 2002 za najstarszą żyjącą osobę na świecie

## listopad 2003
- 1 listopada
  - Henryk Machalica, aktor polski[29]
- 6 listopada
  - mjr Hieronim Kupczyk, pierwszy polski żołnierz poległy w Iraku[30]
- 11 listopada
  - Czesław Marchewczyk, polski hokeista i piłkarz ręczny, olimpijczyk
- 13 listopada
  - Stanisław Wroński, polityk, minister kultury i sztuki w rządzie Piotra Jaroszewicza
- 14 listopada
  - Gene Anthony Ray, amerykański aktor, tancerz i choreograf
  - Ryszard Tarasewicz (73), polski śpiewak operowy (tenor)
- 17/18 listopada
  - Zofia Rysiówna (83), aktorka polska[31]
- 19 listopada
  - Stefan Zach (63), polski piosenkarz, aktor
- 20 listopada
  - Robert Addie, brytyjski aktor
  - David Dacko, pierwszy prezydent Republiki Środkowoafrykańskiej
- 22 listopada
  - Zofia Jasińska-Filipowska, polska aktorka teatralna żydowskiego pochodzenia
- 23 listopada
  - Margaret Singer, uczona amerykańska, psycholog

## grudzień 2003
- 7 grudnia
  - Michael Tabrett, australijski rugbysta
- 9 grudnia
  - Thomas M. Rees, amerykański polityk, członek Izby Reprezentantów (1965–1977)[32]
- 11 grudnia
  - Janusz Pajewski, polski historyk
  - Paulos Tzadua, kardynał, były arcybiskup Addis Abeby
- 14 grudnia
  - Juan Antonio Masso, hiszpański i australijski duchowny katolicki z Opus Dei
- 22 grudnia
  - Rose Hill, aktorka brytyjska, znana m.in. z serialu ’Allo ’Allo!
- 29 grudnia
  - Marek Łatyński, polski dziennikarz, publicysta, komentator, dyplomata, szef Rozgłośni Polskiej Radia Wolna Europa w Monachium w latach 1987–1989.
  - Jaime de Piniés, dyplomata hiszpański, przewodniczący sesji Zgromadzenia Ogólnego ONZ w 1985
- 30 grudnia
  - Romuald Nałęcz-Tymiński, weteran Marynarki Wojennej, kontradmirał
  - Anita Mui, chińska aktorka i piosenkarka, gwiazda w Hongkongu. Znana z filmów z m.in. Jackie Chan